# New Hanover
New Hanover ist ein Ort in den Midlands der südafrikanischen Provinz KwaZulu-Natal. Er befindet sich in der Gemeinde uMshwathi im Distrikt uMgungundlovu. Er liegt auf einer Höhe von 717 Metern über dem Meeresspiegel und hatte 2011 3175 Einwohner. New Hanover wurde 1850 von deutschen Baumwollpflanzern aus der Gegend um Hannover gegründet. Heute dominieren der Zuckerrohranbau, der Getreideanbau und die Forstwirtschaft. New Hanover liegt etwa 30 Kilometer nordöstlich von Pietermaritzburg.